# Vataireopsis iglesiasii
Vataireopsis iglesiasii är en ärtväxtart som beskrevs av Adolpho Ducke. Vataireopsis iglesiasii ingår i släktet Vataireopsis och familjen ärtväxter. Inga underarter finns listade i Catalogue of Life.